# Hendrik Beikirch

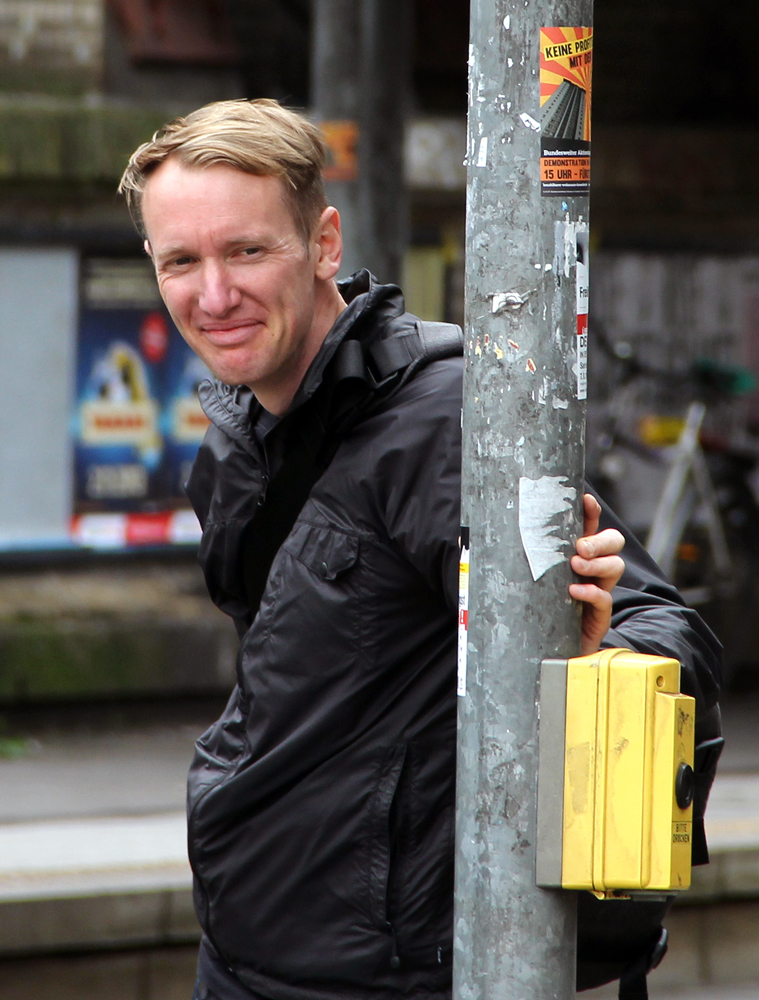
Hendrik Beikirch (Köln 2013)

Hendrik Beikirch (* 6. März 1974 in Kassel) ist ein deutscher Graffiti- und Streetart-Künstler der als freischaffender Künstler in Koblenz lebt und arbeitet.

## Leben und Werk

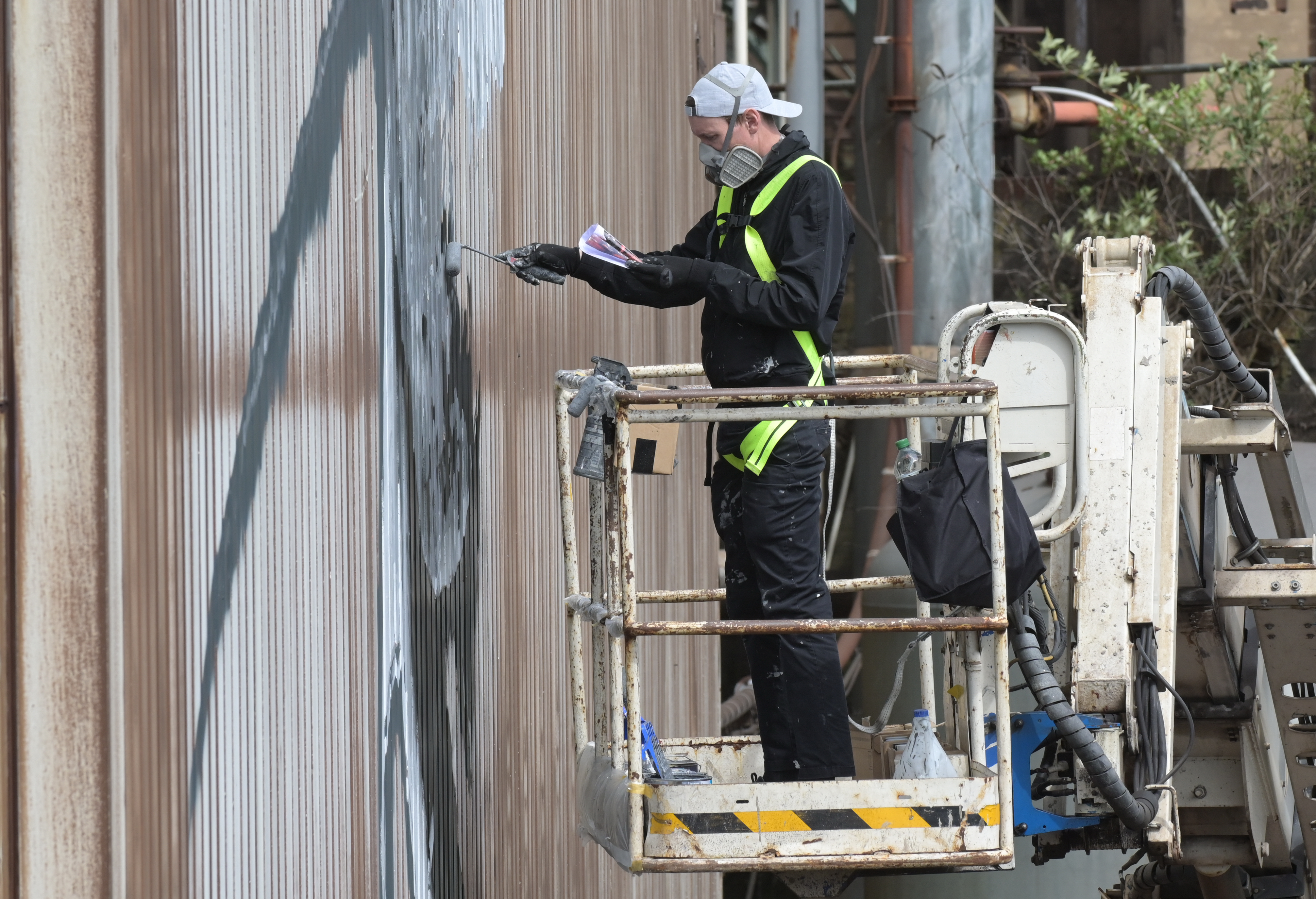
Hendrik Beikirch in Völklingen (2022)

Hendrik Beikirch, der auch unter seinem Künstlernamen ecb bekannt ist, fertigt Schwarz-Weiß-Porträts an, die er auf Fassaden, Leinwände und Papier malt. Seit Mitte der 1990er Jahre ist er ein fester Begriff in der Graffiti- und Streetart-Szene. 1989 schuf er sein erstes Bild mit einer Sprühdose. Von 1996 bis 2000 studierte der Künstler Kunstpädagogik an der Universität Koblenz-Landau.

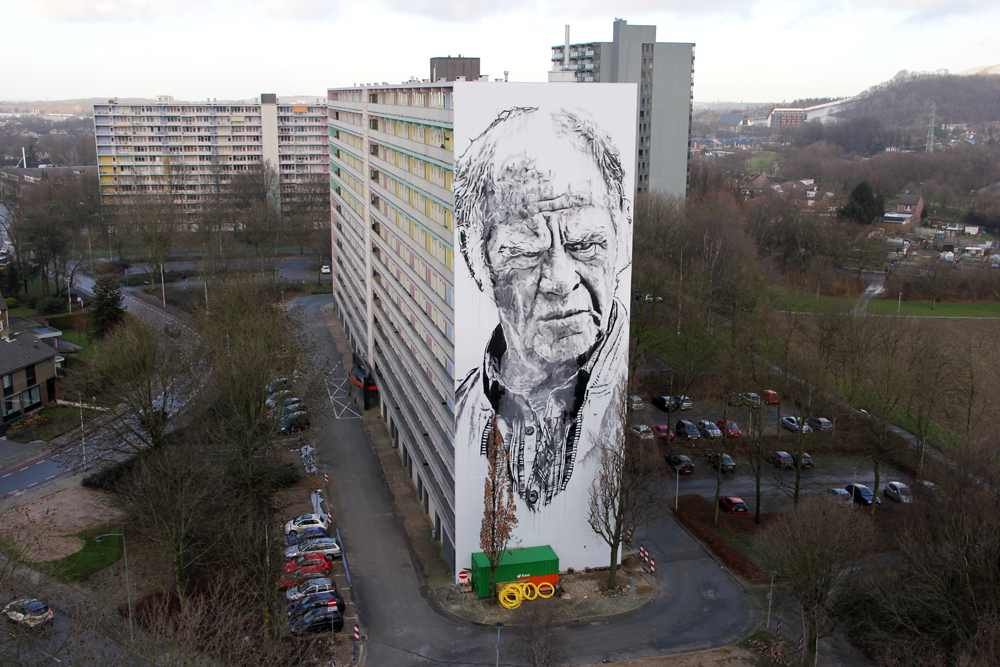
Beitrag zum Festival Cultura Nova (Heerlen 2014)

Seine Werke bestechen oft durch riesige Ausmaße, eine außergewöhnliche Bildsprache und durch die sozialkritischen Aussagen, die er mit seinen Bildern macht. Im August 2012 schuf er in Südkorea in Busan das 70 Meter hohe Porträt eines Fischers. Viele Fischer wurden aus dem Hafen in Busan vertrieben, da neue Hochhäuser gebaut wurden. Dieses gigantische Kunstwerk ist das höchste Mural in Asien. Beikirch findet es spannend mit Dimensionen zu arbeiten und ist der Meinung, dass nach oben hin immer noch Luft ist und würde seine Kunstwerke auch gerne auf 100 Meter Höhe oder mehr vergrößern.
Der Streetart-Künstler verfremdet seine Werke gerne durch das Verlaufen einzelner Farbtropfen sowie durch Verzerrungen mittels Strecken und Stauchen. Sie zählen zur Kunstgattung Realismus. Seit Jahren wird er weltweit zu Festivals eingeladen, zum Beispiel zu den CityLeaks 2013 in Köln und zu Cultura Nova 2014 in Heerlen.

## Ausstellungen (Auswahl)

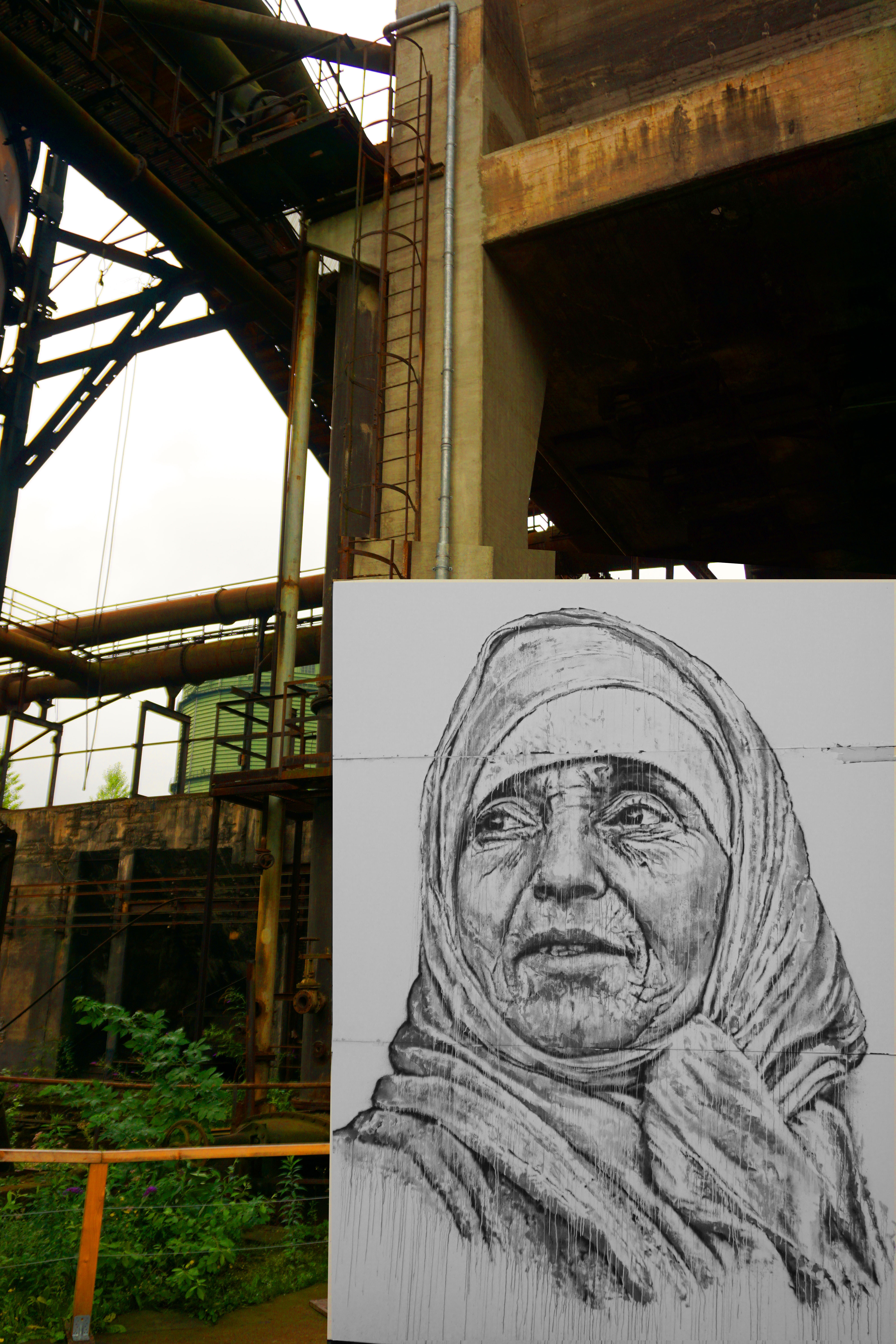
Beitrag zur UrbanArt Biennale (Völklingen, 2017)

- 2020: Krieger, städtische Galerie im Park, Viersen, Deutschland
- 2018: Siberia, the mural, zone contemporaine, Bern, Schweiz
- 2018: Siberia, Montresso art foundation, Marrakech, Marokko
- 2017: UrbanArt Biennale, Völklingen, Deutschland
- 2015: Männergesicht, Konrad-Adenauer-Brücke, Aschaffenburg, Deutschland
- 2014: SCOPE NEW YORK, Galerie Wolfsen, New York City, USA
- Galerie Wolfsen, Monochrome Angelegenheiten, Einzelausstellung, Aalborg, Dänemark
- St.ART Delhi, Höchstes Wandbild in Indien, New Delhi, Indien
- 2013: UNIT44, After the dark, Gruppenausstellung, Newcastle, Großbritannien
- MuBE, Museu Brasileiro da Escultura, biennale graffiti fine art, Gruppenausstellung, São Paulo, Brasilien
- Ruttkowski68, Transsibirischer Windhund, Einzelausstellung, Köln, Deutschland
- Galerie Wolfsen, Stücke des Himmels, Gruppenausstellung, Aalborg, Dänemark
- 2012: Soze Gallery, Graffuturism, Gruppenausstellung, Los Angeles, USA,
- Platoon Kunsthalle, Urban void, Gruppenausstellung, Seoul, Republik Korea,
- Busan Cultural Foundation, Höchstes Wandbild in Asien, Busan, Republik Korea
- cbk amsterdam, Gruppenausstellung, Amsterdam, Niederlande
- 2011: Scope Art Basel Miami, 101exhibit, Miami, USA
- rizzordi art foundation, expression beyond, Gruppenausstellung, St. Petersburg, Russland
- Kunstencentrum Signe, Urban Script Continues, Gruppenausstellung, Niederlande
- Weltkulturerbe Völklinger Hütte – Europäisches Zentrum für Kunst und Industriekultur, Urban Art Graffiti 21, Gruppenausstellung, Saarbrücken, Deutschland

## Videodokumentationen
- Hallenkunst und Interview in Chemnitz
- Mural "E Hüttemann" in Neunkirchen/Saar (2019)
- Urban Art: Hendrik Beikirch in Schiffweiler (2021)